# Alte Herrenhäuser Straße 8

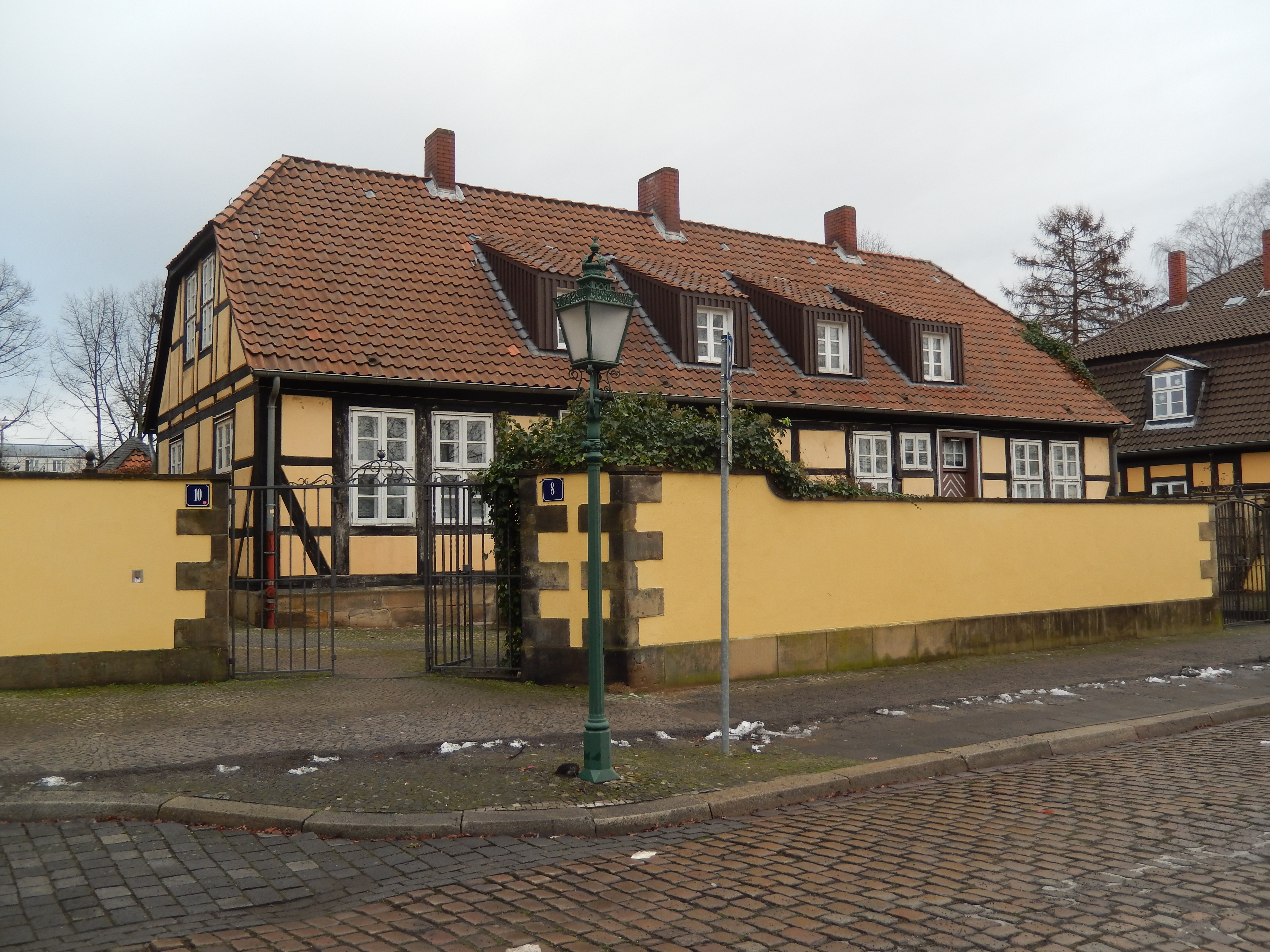
Fachwerkhaus Alte Herrenhäuser Str. 8

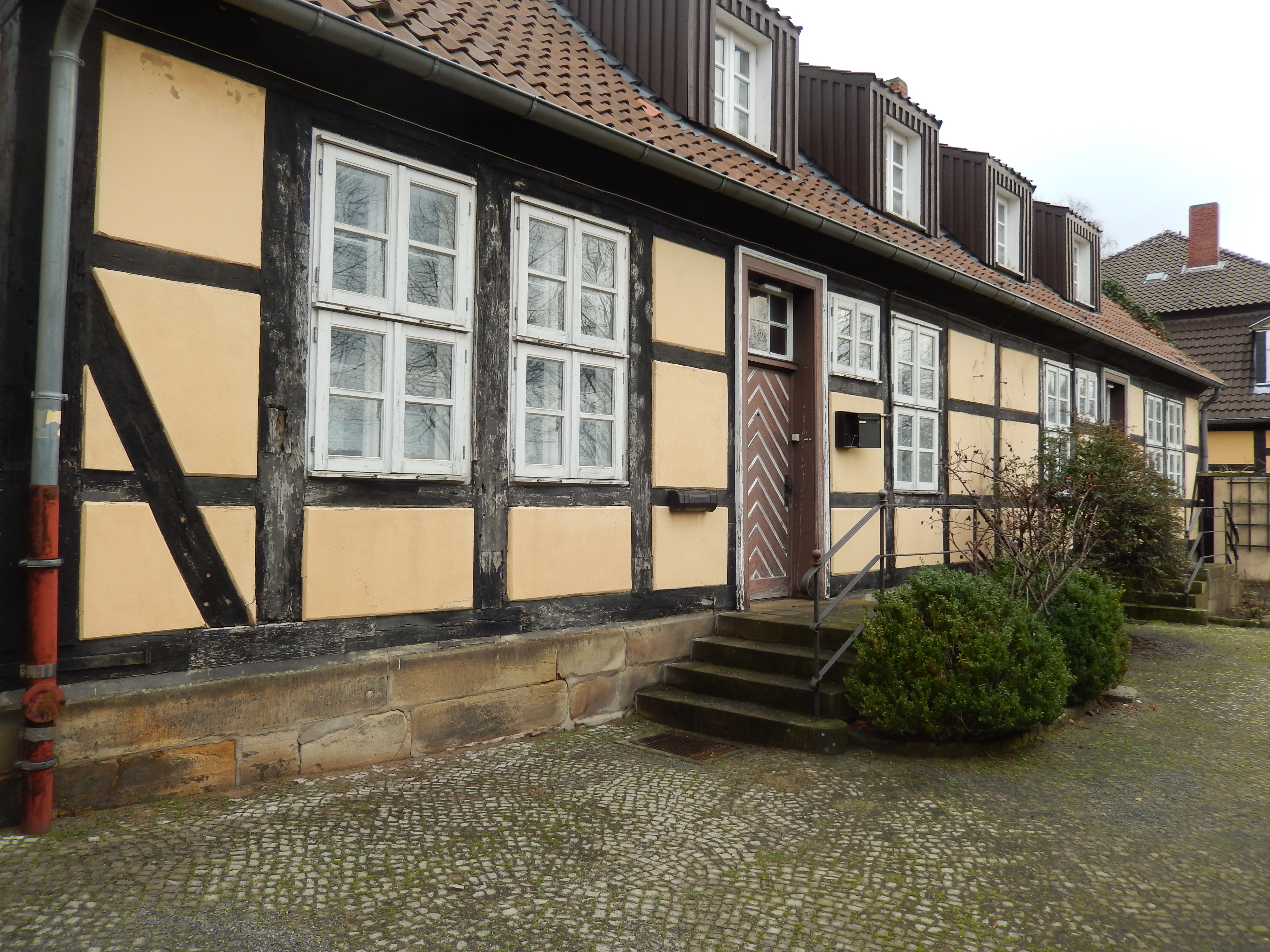
Vorderfront

Das Gebäude unter der Adresse Alte Herrenhäuser Straße 8 in Hannover ist ein ehemaliger sogenannter „Bauspännerstall“. Das ehemalige Stallgebäude als Nebengebäude von Schloss Herrenhausen war zugleich „Bedientenwohnhaus“ der Bediensteten des Gestüts Herrenhausen. Das aus der Straßenflucht zurückgesetzte Fachwerkhaus zwischen dem – älteren – Pagenhaus von 1707/08 und dem Hardenbergschen Haus ist Teil dieser denkmalgeschützten Baugruppe und dient heute als Wohngebäude.
Zwischen dem Bauspännerstall und dem Pagenhaus fand sich ehemals ein in der Mitte des 18. Jahrhunderts errichtetes Gitter aus Schmiedeeisen, das später in das Leibnizhaus verbracht wurde.